# Aspire One
Aspire One es una línea de computadoras subportátiles (también denominados netbooks) o ultra-portátiles de la empresa Acer. Está basada en la arquitectura x86 del microprocesador Intel Atom. Las tarjetas gráficas que usan son Intel GMA 500 e Intel GMA950 Express.
La Aspire One fue lanzada al mercado en julio de 2008 con una batería de tres celdas y chasis de color blanco y azul zafiro. Desde entonces, Acer ha introducido modelos con una mayor batería de seis celdas, así como una selección más amplia de colores incluida la de oro marrón, negro ónix y coral rosa.
Esta subportátil es fabricada por Quanta Computer Acer Inc.

## Especificaciones
- Pantalla Acer CrystalBrite LCD de 8.9 pulgadas con resolución de 1024x600, de tipo LED y con 262 000 colores.
- Microprocesador Intel Atom N270 (1.60 GHz, 533 MHz  FSB, 512 KiB L2 caché).
- Sistema operativo: Linpus Linux (distribución basada en Fedora) / Windows XP / Windows 7
- RAM de 512 MiB. DDR2 533 MHz, con soporte máximo de 2 Gb agregando 1 GiB en el slot SODIMM disponible.
- Conexiones: Ethernet 10/100 Mbit/s. Conectividad 3G y Wimax disponible en siguientes versiones.
- Conexión inalámbrica WiFi B/G.
- Almacenamiento: SSD 8 GiB, discos duros de 80 GB, 120 GB y 160 GB. Una forma de aumentar el espacio de almacenamiento en las unidades que traen discos SSD es sencilla: colocar un disco duro ZIF de 60 o 120 GB, como los discos usados en iPod's).
- Entrada SDHC (Security Digital High Capacity), que permite aumentar la memoria total del portátil. Aumentándose automáticamente la capacidad del disco duro (Usando Linpus)a un máximo de 8Gb.
- Lector de tarjetas 5 en 1.
- 3 puertos USB.
- Webcam Integrada de 0.3 o 1.3 megapixels, según modelo.
- Salida VGA (max 1024*600)
- Micrófono y altavoces HD integrados.
- Ratón integrado, que no cuenta con botón derecho.
- Autonomía: la duración de la batería de 3 celdas es de 2 horas y 30 minutos. Como opcional dispone de una batería de 6 celdas, con una duración cercana a las 6 horas.
- Dimensiones 248 mm x 170 mm x 29 mm.
- Disponibilidad en varios colores: azul, blanco, marrón, negro, rosa y rojo.
- Peso: cercano a 1 kg (mayor si la batería es de 3 o 6 celdas).
- Opcional: 1 GiB de RAM, 160 GB HDD, Windows XP.

La ranura para tarjetas de memoria es compatible con estos formatos: SD (el más empleado), MMC, RS-MMC, MS, MS Pro, XXX, y el resto, con adaptador. Tiene como soporte máximo memorias de 8Gb.
La memoria RAM no es fácilmente accesible por el usuario, a diferencia de otros ultraportátiles. La tapa trasera no aloja el módulo de ampliación SODIMM, sino un módulo de expansión para módem 3G, no incluido de serie.

## Software
El Aspire One trae instalado como sistema operativo (que es básico) Linpus Linux Lite, una distribución GNU/Linux creada para subportátiles. Se puede instalar (con ciertas dificultades) o comprarlo con Windows XP Service Pack 3 o Windows 7. Al estar basado en una plataforma x86, se pueden instalar todas las aplicaciones habituales de Microsoft Windows, cualquier distribución de GNU/Linux, BSD, OS/X, e incluso sistemas operativos con lectores externos de CD/DVD o vía USB